# Alonso de Aragón
Alfons Aragoński (hiszp. Alonso de Aragón) wielki mistrz zakonu Calatrava w latach 1443–1445
Nieślubny syn króla Nawarry i, później, Aragonii Jana II z jego związku z Leonorą de Escobar.
Wybrany na wielkiego mistrza zakonu w wyniku protekcji króla Jana II z Kastylii i Leónu po zamordowaniu poprzedniego wielkiego mistrza. Wkrótce po jego wyborze wybuchła wojna między Kastylią i Nawarrą i w tej wojnie mistrz poparł swojego ojca przeciw swojemu protektorowi. W związku z tym Jan Kastylijski zwołał kapitułę generalną zakonu, która zdjęła Alfonsa z urzędu. Sprzeciwiła się jednak temu część rycerzy. W rezultacie tego doszło do chwilowego rozbicia jedności zakonu, który podzielił się na trzy zwalczające się stronnictwa, popierające trzech różnych pretendentów do urzędu wielkiego mistrza. Byli to: Alfons Aragoński, Juan Ramírez de Guzmán  i  Pedro Girón. Z walki tej zwycięsko wyszedł ten ostatni.